# Memento (Stargate SG-1)
Memento (Recuerdo) es el vigésimo episodio de la sexta temporada de la serie de televisión de ciencia ficción Stargate SG-1, y el episodio Nº 130 de toda la serie.

## Trama
El Prometeo se encuentra en órbita haciendo simulacros de combate; muy seguidos para molestia de O'Neill. El SG-1 supervisara la nave durante su primera misión oficial. Luego de hablar con Hammond, parten al hiperespacio.
O'Neill habla con el Coronel Ronson, Comandante del Prometeo, sobre los constantes ejercicios cuando de repente la nave sale del hiperespacio. Pronto descubren que una onda gravitatoria de una estrella, sobrecargó el reactor. Como no pueden repararlo, viajaran al planeta más cercano con un Portal, entrando al Hiperespacio solo por un momento. Sin embargo, este corto uso provoca que el reactor de Naquadriah se sobrecargue, debiendo expulsarlo. La onda del EMP resultante de la explosión afecta a varios sistemas de la nave, incluyendo los escudos. Después revisar los daños, detectan 2 armas balísticas de largo alcance provenientes del planeta. Concluyen que la explosión del reactor, pudo ser interpretado como un ataque contra dicho mundo. Sin otras opciones, O'Neill intenta contactarse con el planeta para explicar lo sucedido y detener el ataque. Si bien no responden, pronto los misiles explotan. Luego reciben en una transmisión con coordenadas de aterrizaje en el planeta, identificado como Tagrea.
El Prometeo aterriza, y el SG-1 desciende. Enfrentan a un gran ejército, siendo forzados a desarmarse y luego son llevados a la ciudad donde hablan con el Presidente Aswan y su consejo. El equipo les habla sobre el Stargate, pero resultan que para ellos es solo un mito. Después de que el SG-1 se retira, el Presidente Aswan habla con su Comandante Kalfas, quien es escéptico con respecto a las intenciones del SG-1. De vuelta en la nave, el equipo busca en documentos históricos de Tagrea menciones sobre el Portal, pero sin éxito. Mientras invitan a cenar al consejo de Tagrea, Teal'c y Jonas logran acceder a los archivos del planeta, pero tampoco encuentran sobre el Portal. No obstante confrontan a un hombre que los seguía. El sujeto, llamado Tarek, dice poder ayudarlos en su búsqueda. En la nave, O'Neill y Carter conducen a Aswan y a Kalfas en un recorrido. Durante la cena se revela que la historia registrada de Tagrea abarca sólo 300 años debido a que antes de eso hubo una época oscura que la gente no desea recordar.
En su oficina, Tarek muestra a los visitantes las reliquias de épocas antiguas que hablan sobre su dios Creador Horus ("Heru'ur"). Gracias a un viejo documento descubren la ubicación del Portal. A pesar de las protestas de Kalfas, Aswan permite que Teal'c, Jonas y Tarek desentierren el Stargate.
Una vez desenterrado el aparato sin embargo, son atacados por Kalfas, quien los toma prisioneros. Al negarse a acatar su orden de retirarse, Aswan permite que el Prometeo se dirija a la ubicación donde Kalfas mantiene el control. Allí, gracias a la ayuda y al valor de Aswan, los soldados se retiran y Kalfas es arrestado. Con la Puerta operante, el SG-1 informa al Presidente Aswan que pronto traerán equipamiento para reparar el Prometeo. Al final, Jonas se despide de Tarek deseándole suerte y Carter marca a casa.

## Artistas invitados
- John Novak como el Coronel William Ronson.
- Robert Foxworth como el Presidente Ashwan.
- Miguel Fernandes como el Comandante Kalfas.
- Ingrid Kavelaars como la Mayor Erin Gant.
- Alex Diakun como Tarek Solamon
- Ray Galletti como Navegador.